# Goo Arlooktoo
Gooteleah "Goo" "Mosa" Arlooktoo, né le 28 novembre 1963 à Lake Harbour et mort le 30 avril 2002 à Iqaluit, est un homme politique canadien.
Il occupe les postes de vice-premier ministre des Territoires du Nord-Ouest, ainsi que ministre de la Justice et ministre responsable de la Société d'habitation des Territoires du Nord-Ouest dans les gouvernements de Don Morin et de Jim Antoine.
Il est premier ministre des Territoires du Nord-Ouest par intérim pendant 14 jours en 1998.

## Biographie

### Enfance et formation
Goo Arlooktoo est le fils de Joe Arlooktoo (en), député auquel il succède dans la circonscription territoriale de Baffin-Sud.

### Carrière
Goo Arlooktoo est élu député à l'Assemblée législative des Territoires du Nord-Ouest de la circonscription de Baffin-Sud lors des élections générales ténoises de 1995. Il est nommé vice-premier ministre, ministre de la Justice et ministre responsable de la Société d'habitation des Territoires du Nord-Ouest dans le gouvernement de Don Morin.
Le 26 novembre 1998, à titre de vice-premier ministre, il se voit confier le poste de premier ministre des Territoires du Nord-Ouest par intérim à la suite de la démission du premier ministre Don Morin aux prises avec des allégations de conflit d'intérêts. Il assume la fonction pendant 14 jours jusqu'à l'élection de Jim Antoine par ses pairs le 10 décembre 1998.
Il est l'un des créateurs du Nunavut et un des signataires de l'Accord sur les revendications territoriales du Nunavut le 1er avril 1999.
Il est un des deux représentants nommés au Comité de mise en œuvre du Nunavut, un groupe de travail créé dans le cadre de l'Accord sur les revendications territoriales du Nunavut.
Il quitte la législature ténoise lors de la création du Nunavut. Il se présente dans la circonscription de Baffin-Sud lors des premières élections au Nunavut mais il est battu par Olayuk Akesuk (en).

### Mort
Il meurt le 30 avril 2002 à Iqaluit au Nunavut d'une crise cardiaque, à l'âge de 38 ans,. Son travail est salué lors de la 6e session de l'Assemblée législative du Nunavut.